# Le Mas-d'Azil
Le Mas-d'Azil är en kommun i departementet Ariège i regionen Occitanien i södra Frankrike. Kommunen ligger  i kantonen Le Mas-d'Azil som ligger i arrondissementet Pamiers. År 2022 hade Le Mas-d'Azil 1 236 invånare.

## Befolkningsutveckling
Antalet invånare i kommunen Le Mas-d'Azil
Referens: INSEE

## Galleri

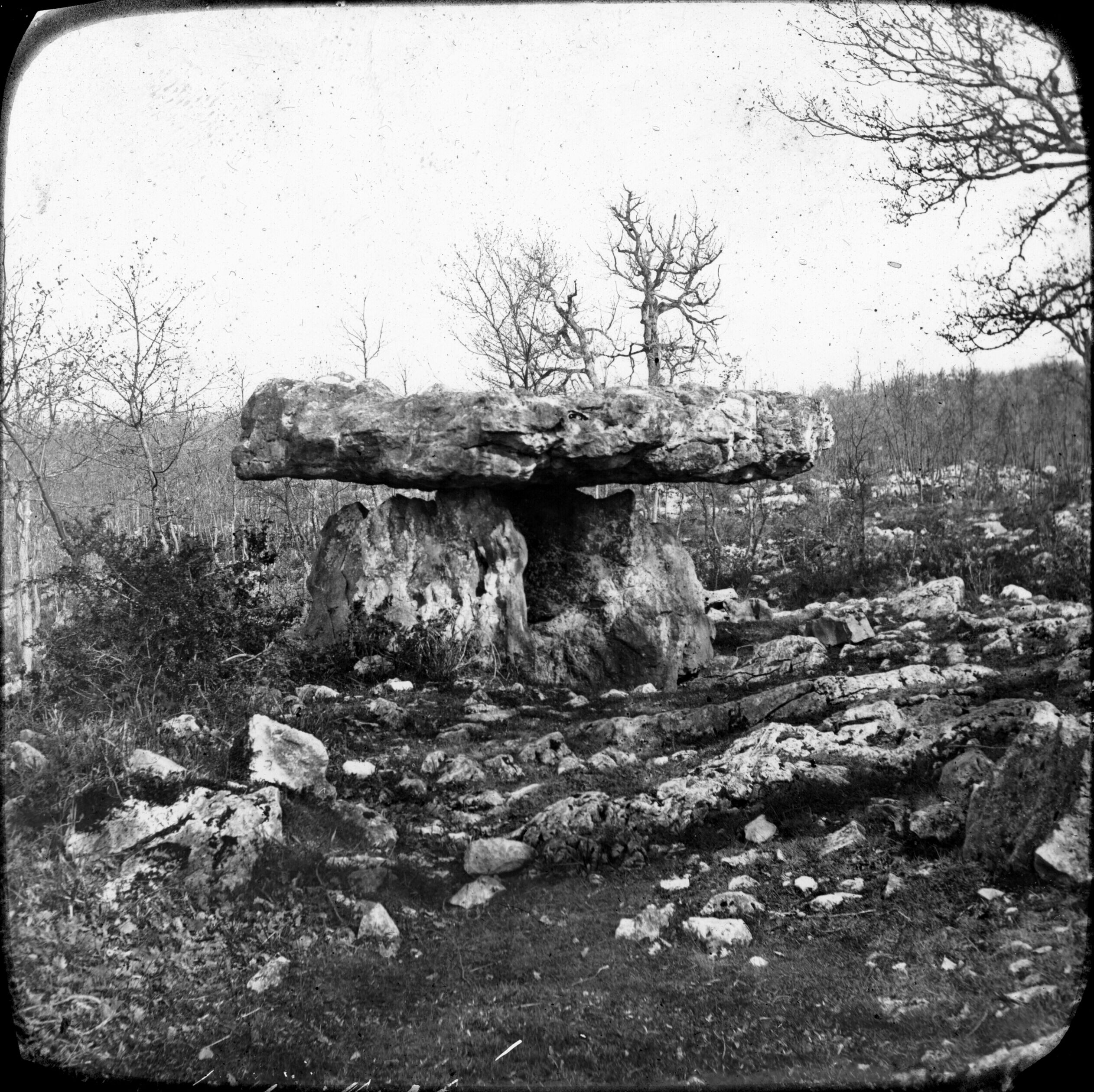
Stenkammargrav
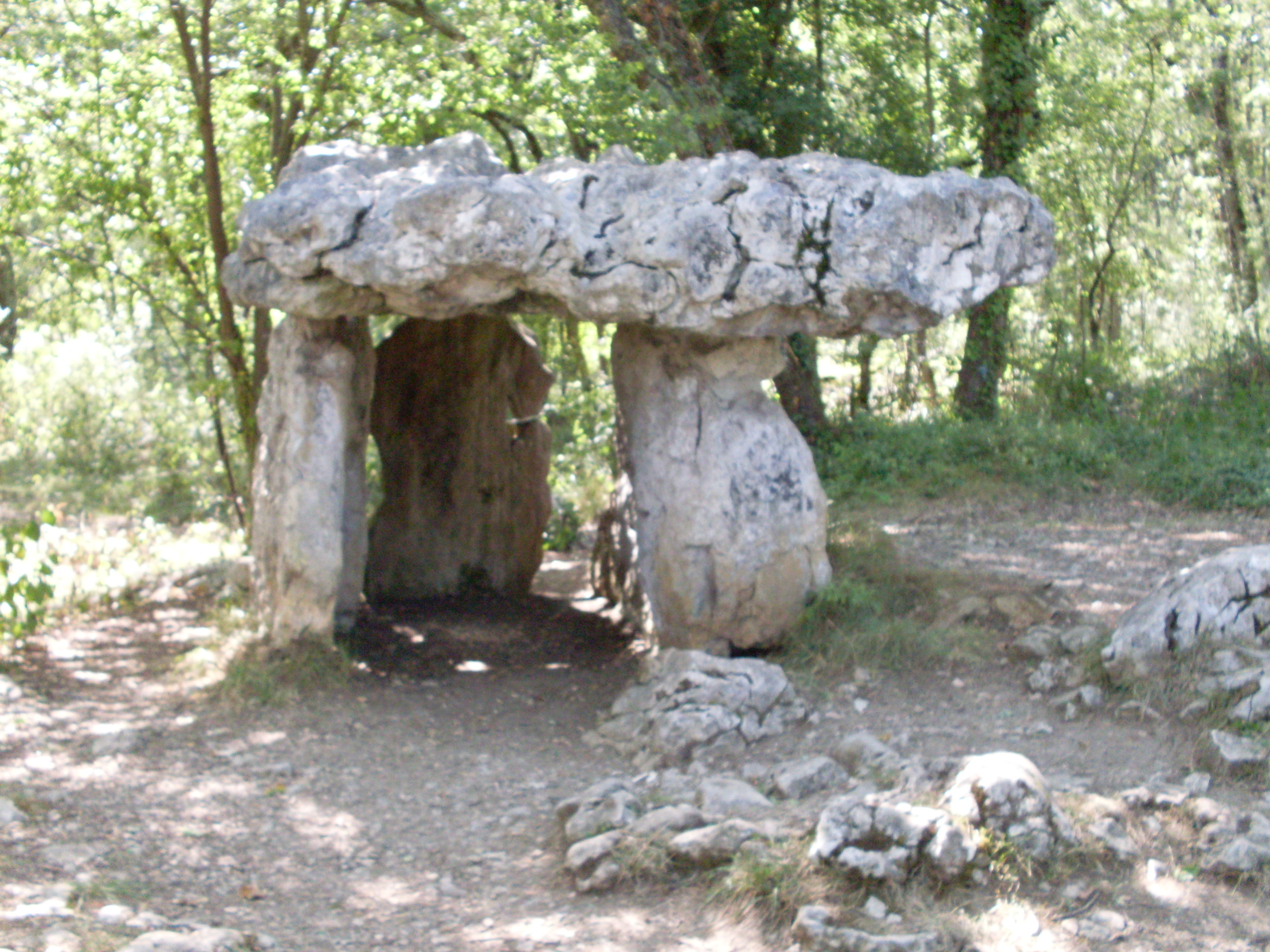